# Wacław Skomorucha
Wacław Skomorucha (ur. 27 lutego 1915 w Chądzyniu, zm. 25 sierpnia 2001 w Siedlcach) – polski duchowny rzymskokatolicki, biskup pomocniczy siedlecki w latach 1963–1992, od 1992 biskup pomocniczy senior diecezji siedleckiej.

## Życiorys
Urodził się 27 lutego 1915 w Chądzyniu. W latach 1929–1934 uczęszczał do Wyższego Gimnazjum Biskupiego w Siedlcach, gdzie uzyskał świadectwo dojrzałości. W latach 1934–1939 odbył studia filozoficzno-teologiczne w Wyższym Seminarium Duchownym w Janowie Podlaskim. Święceń prezbiteratu udzielił mu 8 września 1940 w katedrze Niepokalanego Poczęcia Najświętszej Maryi Panny w Siedlcach biskup Czesław Sokołowski, administrator apostolski diecezji siedleckiej. Inkardynowany został do diecezji siedleckiej. W latach 1950–1953 studiował na Wydziale Teologii Katolickiej Uniwersytetu Warszawskiego, uzyskując magisterium.
Pracował jako wikariusz w parafiach: św. Michała Archanioła w Starejwsi (1940), św. Małgorzaty w Ulanie (1940–1941), Przenajświętszej Trójcy w Radzyniu Podlaskim (1941–1942), Przenajświętszej Trójcy w Borowiu (1942–1943), św. Stanisława Biskupa w Sarnakach (1943–1944). Był proboszczem parafii św. Barbary w Dołdze (1944–1946) i parafii św. Antoniego z Padwy w Ugoszczy (1947–1948). W latach 1946–1947 pracował jako prefekt w Liceum Ogólnokształcącym im. Tadeusza Kościuszki w Łukowie. W latach 1948–1950 pełnił funkcję misjonarza diecezjalnego w Łukowie. W latach 1958–1960 zajmował w kurii biskupiej stanowisko referenta duszpasterstwa.
Od 1950 do 1958 pełnił funkcję ojca duchownego w Wyższym Seminarium Duchownym w Siedlcach. W latach 1959–1996 był tamtejszym wykładowcą, prowadząc zajęcia z patrologii, homiletyki, teologii dogmatycznej, teologii ascetycznej i historii Kościoła. W latach 1960–1963 sprawował urząd wicerektora, a w 1972 rektora seminarium.
21 listopada 1962 papież Jan XXIII mianował go biskupem pomocniczym diecezji siedleckiej ze stolicą tytularną Zoara. Święcenia biskupie otrzymał 21 kwietnia 1963 w katedrze Niepokalanego Poczęcia Najświętszej Maryi Panny w Siedlcach. Udzielił mu ich kardynał Stefan Wyszyński, prymas Polski, któremu asystowali Michał Klepacz, biskup diecezjalny łódzki, i Piotr Kałwa, biskup diecezjalny lubelski. Jako dewizę biskupią przyjął słowa „Veritati et caritati” (Służba prawdzie i miłości). W latach 1963–1992 sprawował urząd wikariusza generalnego diecezji. W 1963 został ustanowiony egzaminatorem prosynodalnym, a w 1964 sędzią prosynodalnym. Podczas II synodu diecezjalnego pełnił funkcję przewodniczącego komisji głównej. W kurii diecezjalnej zajmował stanowiska przewodniczącego: Wydziału Nauki Katolickiej, Wydziału Artystyczno-Budowlanego i Komisji ds. Budownictwa Kościelnego. Był członkiem Rady Kapłańskiej, Rady Duszpasterskiej i przewodniczącym Trybunału Diecezjalnego. Z ramienia diecezji koordynował współpracę duszpasterską z Kościołem w Niemczech, zwłaszcza z diecezją Spiry, a także zasiadał w warszawskim komitecie organizującym pierwszą podróż apostolską papieża Jana Pawła II do Polski. W latach 1964–1992 pełnił funkcję dziekana siedleckiej kapituły katedralnej. W latach 1965–1968 był proboszczem parafii katedralnej w Siedlcach. Po śmierci biskupa Ignacego Świrskiego, od 26 marca do 24 października 1968 rządził diecezją jako wikariusz kapitulny. 1 lutego 1992 papież Jan Paweł II przyjął jego rezygnację z obowiązków biskupa pomocniczego siedleckiego.
W Episkopacie Polskim zasiadał w Komisji ds. Duszpasterstwa Kobiet, Komisji ds. Rewizji Kodeksu Prawa Kanonicznego, Komisji ds. Środków Społecznego Przekazu oraz Komisji ds. Budownictwa Sakralnego i Kościelnego. W 1963 i 1965 był uczestnikiem kolejno II i IV sesji soboru watykańskiego II. Był współkonsekratorem podczas sakry biskupa pomocniczego kieleckiego Edwarda Materskiego (1968).
Zmarł 25 sierpnia 2001 w Siedlcach. Został pochowany 29 sierpnia 2001 na miejscowym cmentarzu Centralnym.